# Nikoleta Bojtschewa
Nikoleta Atanasowa Bojtschewa (bulgarisch Николета Атанасова Бойчева; * 20. August 1994 in Sofia) ist eine bulgarische Fußballnationalspielerin.

## Karriere

### Im Verein
Bojtschewa begann beim PFC Trivia Burgas. Nach vier Jahren bei Trivia Burgas kehrte sie ihrem Heimatverein den Rücken und ging zum LP Super Sport Sofia. Dort rückte sie 2008 in die Seniorenmannschaft auf, bevor sie 2012 zum Burgas Ladies FC wechselte. Nach ihrer Rückkehr nach Burgas spielte sie 2 Jahre für den Burgas LFC, bevor sie Bulgarien verließ und im August 2013 beim 2.-Fußball-Bundesliga-Nord-Ligisten Magdeburger FFC unterschrieb. Dort gab sie am 20. Oktober 2013 gegen den SV Meppen ihr Debüt in der zweithöchsten deutschen Frauenspielklasse.

### International
Bojtschewa gab im Alter von 16 Jahren ihr A-Länderspieldebüt für die Bulgarische Fußballnationalmannschaft der Frauen in der Europameisterschaftsqualifikation gegen die Isländische Fußballnationalmannschaft der Frauen am 19. Mai 2011.